# Dorothée de Holstein-Gottorp
Dorothée Augusta de Holstein-Gottorp (12 mai 1602 – 13 mars 1682) est une aristocrate allemande, fille de Jean-Adolphe de Holstein-Gottorp et de la princesse Augusta de Danemark.

## Biographie
Elle épouse en 1633 Joachim-Ernest de Schleswig-Holstein-Sonderbourg-Plön. Ils ont six enfants:
- Jean-Adolphe Ier de Schleswig-Holstein-Plön, aussi connu comme Hans Adolf (1634-1704), duc de Schleswig-Holstein-Sonderbourg-Plön, épouse Dorothée de Brunswick-Wolfenbüttel
- Auguste de Schleswig-Holstein-Sonderbourg-Plön-Norbourg (1635-1699), duc de Schleswig-Holstein-Norbourg
- Ernestine (10 octobre 1636 - 18 mars 1696)
- Joachim Ernest II (5 octobre 1637 - 5 octobre 1700), duc de Schleswig-Holstein-Sonderbourg-Plön-Rethwisch marié à Isabelle de Merode-Westerloo (1649 - 5 janvier 1701)
- Bernard de Schleswig-Holstein-Plön (31 janvier 1639 - 13 janvier 1676), général danois
- Agnès-Hedwige (29 septembre 1640 - 20 novembre 1698), épouse Christian de Schleswig-Holstein-Sonderbourg-Glücksbourg
- Charles Henry (20 mars 1642 - 20 janvier 1655 à Vienne)
- Sophie Éléonore (30 juillet 1644 - 22 janvier 1688/9), mariée à Wolfgang de Hohenlohe-Neuenstein